# Czeizel János (pedagógus)
Czeizel János (Németpróna, 1873. június 15. – Szeged, 1942. július 6.) irodalomtörténész, magyar-német szakos pedagógus, középiskolai igazgató, a Dugonics Társaság igazgatósági tagja.

## Élete
1899-től helyettes tanár volt a lőcsei katolikus főgimnáziumban. Váczy János mellett ő volt a Magyar Tudományos Akadémia 1907-es Kazinczy pályázatának díjazottja, azonban mindkét pályamű(tervezet) nagyrészt kéziratban maradt. 1910-ben saját kérelmére elhagyta a gimnáziumot, s Újpestre távozott. 1911–1920 között a szegedi Szent Erzsébet leánygimnázium igazgatója volt, majd 15 évet tanított a szegedi főreáliskolában. 1934-ben nyugalomba vonult.
Az első világháborúban népfölkelő hadnagy volt a déli fronton. Később tartalékos százados. A Budapesti Philologiai Társaság alapító tagja, a Szepes vármegyei Tulipánkert-szövetség választmányának tagja és a lőcsei kaszinó jegyzője volt. Cikkeket írt a Philologiai Közlönybe.
Felesége Joanovics Julianna volt.

## Művei
- 1903 Kazinczy Ferenc, mint a kassai kerületi normális iskolák kir. inspectora. Magyar Paedagogia 1903/12
- 1904 Kisfaludy Károly mint Pyrker fordítója. Egyetemes Filológiai Közlöny XXVIII.
- 1904 Klopstock hatása Kazincyra. EPhK 20-33, 127-141.
- 1905 Dayka Gábor lőcsei tartózkodása. Irodalomtört. Közl. 29-51.
- 1905 Keresztes Bálint kedveséhez Tornai Margithoz a szent Földről. EPhK 735-736.
- 1906 Kazinczy Ferenc és a nemzeti színészet. EPhK 125-134.
- 1909 Horatius és Kazinczy. EPhK 668-678.
- 1910 Kazinczy epistolái. Irodalomtört. Közl. 16-26.
- 1912 Goethe és Kazinczy. In: Heinrich Gusztáv Emlékkönyv. Budapest, 92-104
- 1913 Kazinczy levelezése. EPKK, 81–91
- 1928 Az első szonett a magyar irodalomban. Irodalomtört. Közl. 73-75.
- 1929 Kazinczy tudományos tollharcai. Irodalomtört. Közl. 257-270, 385-396.
- 1930 Kazinczy Ferenc élete és működése I. Szeged (csak az első kötet jelent meg)
- 1930 Kazinczy Ferenc epigrammái. Szegedi m. kir. áll. Baross Gábor reálisk. értesítője 1929/1930
- 1931 Kazinczy és Kölcsey. Levelezésük alapján. Szegedi m. kir. áll. Baross Gábor reálisk. értesítője 1930/1931, 13-29.
- Bacsányi jegyzetei Kis Jánosnak 1815-ben kiadott költeményeihez. A lőcsei kir. kath. főgymnasium Értesítője